# Главан, Руксанда Николаевна
Руксанда Николаевна Главан (рум. Ruxanda Glavan; род. 5 апреля 1980, Кишинёв, Молдавская ССР, СССР) — молдавский политик, врач, менеджер. Министр здравоохранения Республики Молдова с 30 июля 2015 по 25 июля 2017 года. Ранее, с 18 февраля 2015 по 30 июля 2015 года, министр труда, социальной защиты и семьи Республики Молдова.
С 2013 по 2015 год Руксанда Главан была заместителем министра труда, социальной защиты и семьи.
1 мая 2020 года Главан присоединилась к парламентской группе «Про-Молдова», которая 22 июня стала политической партией.